# Maciej Janiak
Maciej Janiak (ur. 16 sierpnia 1973 w Poznaniu) – polski piłkarz grający na pozycji pomocnika.

## Kariera
Grał w drużynach młodzieżowych Warty Poznań, a w 1990 roku awansował do seniorskiego zespołu. W sezonie 1990/1991 wywalczył z Wartą awans do II ligi, natomiast w sezonie 1992/1993 awansował do I ligi. W 1993 roku przeszedł do Polonii Chodzież, a po pół roku został zawodnikiem Sokoła Pniewy. W barwach Sokoła rozegrał dwanaście meczów w I lidze. W 1994 roku został piłkarzem Eintrachtu Brunszwik, a rok później przeszedł do VfB Oldenburg, z którym w sezonie 1995/1996 wywalczył awans do 2. Bundesligi. W 1998 roku został za sprawą Jerzego Kopy pozyskany do Legii Warszawa. Po nieudanych występach w Legii w 2000 roku został relegowany do rezerw. W styczniu 2001 roku przeszedł do Odry Opole, gdzie rozegrał jedno spotkanie w II lidze. W Odrze grał przez pół roku, po czym przeszedł do Okęcia Warszawa, gdzie zakończył karierę zawodniczą w 2003 roku.

## Statystyki ligowe
| Sezon         | Klub                | Liga          | Mecze | Gole |
| ------------- | ------------------- | ------------- | ----- | ---- |
| 1990/1991     | Warta Poznań        | III liga      | ?     | ?    |
| 1991/1992     | Warta Poznań        | II liga       | 22    | 1    |
| 1992/1993     | Warta Poznań        | II liga       | 25    | 2    |
| 1993/1994 (j) | Polonia Chodzież    | III liga      | ?     | ?    |
| 1993/1994 (w) | Sokół Pniewy        | I liga        | 12    | 3    |
| 1994/1995     | Eintracht Brunszwik | Regionalliga  | 24    | 7    |
| 1995/1996     | VfB Oldenburg       | Regionalliga  | 30    | 7    |
| 1996/1997     | VfB Oldenburg       | 2. Bundesliga | 23    | 1    |
| 1997/1998     | VfB Oldenburg       | Regionalliga  | 34    | 9    |
| 1998/1999     | Legia Warszawa      | I liga        | 12    | 0    |
| 1999/2000     | Legia Warszawa      | I liga        | 3     | 0    |
| 2000/2001 (j) | Legia II Warszawa   | III liga      | ?     | ?    |
| 2000/2001 (w) | Odra Opole          | II liga       | 1     | 0    |
| 2001/2002     | Okęcie Warszawa     | III liga      | ?     | ?    |
| 2002/2003     | Okęcie Warszawa     | III liga      | ?     | ?    |
| 2003/2004 (j) | Okęcie Warszawa     | III liga      | ?     | ?    |